# Кантон Берн
Кантон Берн (скраћеница BE, фр. Le canton de Berne) је кантон у средишњем делу Швајцарске. Главни град и највеће насеље кантона је истоимени град Берн, који је уједно и седиште владе Швајцарске Конфедерације.

## Природне одлике
Површина кантона Берн је 5.959 km². По површини, то је други кантон Швајцарске (после Граубиндена).
Кантон Берн се налази између планина Јура на северу и Алпа на југу (тзв. Бернски Алпи). Највиши врх је Финстерахорн на 4.274 метара. Између њих се налази најважнији део кантона, Швајцарска висораван са долином реке Ар. Значајна језера Бернског кантона су Билско и Муртенско језеро на северозападу, и Бриенц и језеро Тун на југоистоку. Источно од града Берна налази се долина Ементал (позната по сиру Ементалеру), а још даље је долина Симентал (позната по врсти говеда).

## Историја
Подручје данашњег кантона Берн је потпало под власт власти из града Берна у времену од 14. до 16. века. 1353. г. ова средњовековна држава се придружила Швајцарској конфедерацији. Последње припајање било је припајање 1815. г. када су кнатону придодате области на северу, насељене француским римокатолицима, који се нису мирили са овим положајем. Стога је овај део кантона 1979. г. издвојен у засебни Кантон Јура.

## Окрузи
1. Бернска Јура - седиште Куртелари,
2. Бернска средња земља - седиште Остермундинген,
3. Бил/Бјен - седиште Бил/Бјен,
4. Горњи Аргау - седиште Ванген на Ару,
5. Горњи Зиментал-Занен - седиште Занен,
6. Ементал - седиште Лангнау у Ементалу,
7. Зеланд - седиште Арберг,
8. Интерлакен-Горњи Хасли - седиште Интерлакен,
9. Тун - седиште Тун,
10. Фрутиген-Доњи Зиментал - седиште Фрутиген,

## Становништво и насеља
Кантон Берн је имао 969.299 становника 2008. г. По становништву то је други по величини кантон у држави (после Цириха).
Кантон је двојезични. У њему се говоре немачки језик (84,0%) и француски (7,6%), или прецизније дијалекти ових језика. Француски језик се говори у најсевернијем делу кантона, тзв. области Бернске Јуре.
Већина становништва припада протестантској цркви (67%), која је традицонална за овај кантон. Следећи по бројности су римокатолици (15,9%).
Највећи градови су:
- Берн, 123.000 ст. - главни град кантона
- Бил/Бјен, 50.000 ст.
- Тун, 42.000 становника.
- Бургдорф, 15.000 становника.

## Привреда
Главне привредне гране су: пољопривреда (сточарство, сир, вино), туризам, и производња електричне енергије у хидро- и нуклеарним централама. Северозападни део кантона је познат по производњи часовника и прецизне механике.

## Галерија слика
- Главни град кантона и државе, Берн
- Замак на Тунском језеру
- Бернски Алпи
- Сир Ементалер